# BRAND NEW WORLD!!
「BRAND NEW WORLD!!」（ブランド・ニュー・ワールド）は、Prizmmy☆の4枚目のシングル。 2012年8月29日にavex entertainmentから発売された。

## 解説
テレビアニメ『プリティーリズム・ディアマイフューチャー』の第2クールオープニングテーマ。過去のシングル3枚と同様に、ミュージック・ビデオを収録したDVD同梱版が同時発売されている。
2012年9月26日付のUSENアニメ総合チャート（9月14日 - 9月20日集計）で9位にランクインし、放送週のピックアップ曲に選ばれた。

## 収録曲
1. BRAND NEW WORLD!! [4:24]
作詞：NOBE/Tomgirl、作曲・編曲：michitomo
  - テレビアニメ『プリティーリズム・ディアマイフューチャー』第2クールオープニングテーマ
2. Prizmmy☆'s AISATSU SONG [3:28]
作詞：NOBE、作曲・編曲：michitomo
3. BRAND NEW WORLD!!（inst.） [4:23]
4. Prizmmy☆'s AISATSU SONG（inst.） [3:25]

### DVD
DVD同梱版（AVCA-49815B）のDisc.2。
1. BRAND NEW WORLD!! (ミュージッククリップ)
2. BRAND NEW WORLD!! (ダンスマスターVer.)